# 楊開沅
楊開沅（？—？），字用九，號禹江，江蘇山陽人。

## 生平
原籍山西，南宋時其先祖徙山陽。祖父楊士傑貢入太學。楊臣之子。早年從丁學田研習治河。與顧諟、戴晟从黄宗羲游，以学行闻於當时，並称“淮上三子”。康熙四十五年（1706年）中進士，選庶吉士，散館授編修，直武英殿，註解《御選唐詩》。曾與黃百家共同纂輯《宋元學案》。辑有《景姚堂文集》、《诗集》、《四书文稿》，惜多佚不見。得年五十六，卒後與夫人马氏合葬於城东涧河北岸范家湖。